# Zamieście (województwo lubelskie)
Zamieście – kolonia w Polsce położona w województwie lubelskim, w powiecie chełmskim, w gminie Dorohusk.
W latach 1975–1998 miejscowość należała administracyjnie do województwa chełmskiego. 
Kolonia wchodzi w skład sołectwa Zamieście, Dobryłówka. Według Narodowego Spisu Powszechnego z roku 2011 kolonia liczyła 120 mieszkańców i była czternastą co do liczby ludności miejscowością gminy.
Wierni Kościoła rzymskokatolickiego należą do parafii Świętych Apostołów Piotra i Pawła w Świerżach.